# 拉比爾 (阿肯色州)
拉比爾（英語：Lapile）是位於美國阿肯色州猶尼昂縣的一個非建制地區。該地的面積和人口皆未知。

## 地理
拉比爾的座標為33°05′36″N 92°16′08″W / 33.09333°N 92.26889°W，而該地的平均海拔高度為36米（即118英尺）。